# 멀리사 베노이스트
멀리사 베노이스트(영어: Melissa Benoist 멀리사 버노이스트[*], 1988년 10월 4일 ~ )는 미국의 배우, 가수이다. CBS/CW의 슈퍼히어로 드라마 《슈퍼걸》 (2015-2021)에서 주인공 카라 조엘 역으로 알려져있다.
폭스의 뮤지컬 코미디 드라마 《글리》 (2012-2014)의 말리 로즈 역으로 유명세를 얻었으며, 《위플래쉬》 (2014), 《대니 콜린스》 (2015), 《더 롱기스트 라이드》 (2015), 《패트리어트 데이》 (2016), 《로우 라이더스》 (2016), 《썬 독스》 (2017) 등의 영화에도 출연했다.

## 어린 시절
베노이스트는 텍사스주의 휴스턴에서 줄리와 의사인 짐 베노이스트 부부의 딸로 태어났다. 콜로라도주의 덴버에서 자랐다. 그들은 그녀가 어릴때 이혼을 했다. 그녀는 각각 소설가인 제시카, 생태학자인 크리스티나 라는 자매를 두고 있다. 그녀는 세 살의 나이에 춤 수업을 시작했고 네 살 때 그녀의 이모가 자신이 감독하던 교회 연극에 그녀를 집어넣었다고 한다.
10대 시절에는 폴 드와이어 (Paul Dwyer)와 앨런 월리 (Alann Worley)가 운영하는 콜로라도 리틀턴에 위치한 뮤지컬 학교인 무대 예술 아카데미 (Academy of Theatre Arts)와 함께 디즈니랜드에서 여름 세 번을 익명으로 공연하였다. 그녀는 시청의 문화센터에서 제작한 신데렐라와 바이 바이 버디를 공연했고, 고등학교 졸업식 파티에 참석하는 대신에 폐점한 교외의 디너 연극장에서 다른 출연진들과 함께 에비타를 공연했다.
2006년, 덴버 포스트는 콜로라도의 “놓치면 안되는 아이들” 다섯 명 중 하나로 그녀를 지목했다. 2007년에 콜로라도 주의 센테니얼의 아라파호 고등학교, 2011년에 뉴욕의 메리마운트 맨하튼 칼리지를 졸업했다.

## 생애

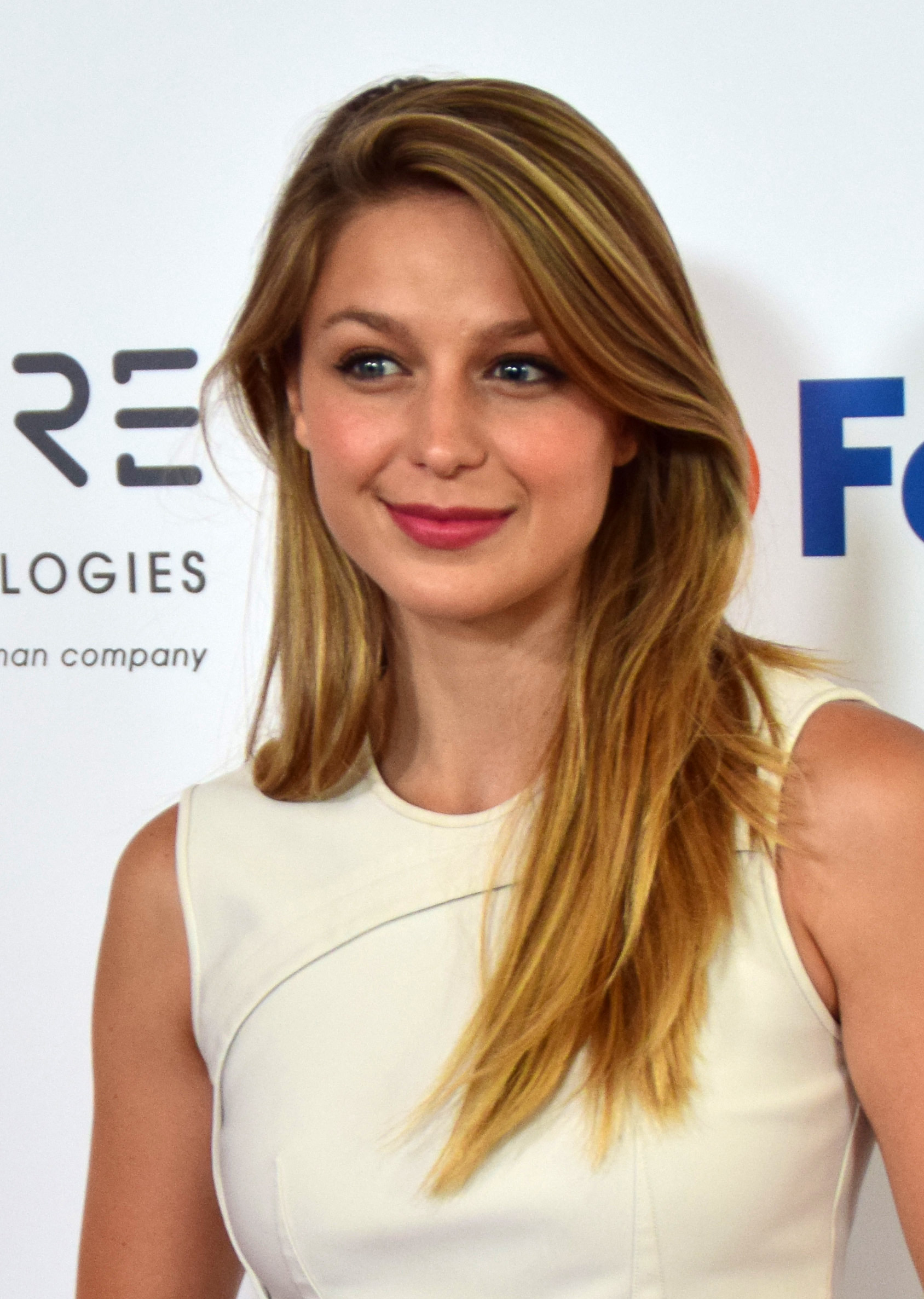
2015년 Thirst Project Thirst Gala 제6주년 행사에서의 모습

베노이스트의 첫 영화는 2008년에 가수 머라이어 캐리의 《테네시》였다.
2012년 5월, 그녀는 뉴욕의 라운드어바웃 시어터 컴퍼니에서 《글리》의 오디션을 봤는데, 다섯번의 오디션 중에 각기 다른 곳들인 레지나 스펙터의 "Fidelity", 세라 바렐리스의 "King of Anything", 콜비 카레이의 곡, 그리고 몇몇 뮤지컬 곡들을 불렀다. 7월에 그녀는 캘리포니아에서 기획자/각본가 라이언 머피, 캐스팅 감독들, 책임 프로듀셔들과 2번의 스크린테스트를 봤다. 그녀와 《글리》의 동반 출연자 대런 크리스는 2013년 키즈 초이스 어워드 오프닝에 조시 더멜과 같이 출연했다. 같은 해 그녀는 코카콜라의 신제품 P10 300 ml Coke Mismo의 홍보대사로 선정됐다. 2013년 6월에 코카콜라와 그녀는 제품을 홍보하기 위해 필리핀 마닐라로 여러 쇼핑몰을 방문하고 팬들을 만났다.
2013년 여름 베노이스트와 블레이크 제너는 그들의 영화 주브나일의 제작 자금 도움을 요청하는 킥스타터 캠페인을 벌였다. 이 구상은 목표액인 10,0000 달러에 도달했다. 베노이스트는 2014년 선댄스 영화제에서 두 개의 상 (심사위원대상, 관객상)을 수상한 2014년 영화 《위플래쉬》에서 마일즈 텔러의 앤드루 니먼 역의 연인 니콜 역을 연기했다. 2014년 6월 그녀는 니컬러스 스팍스의 소설을 각색한 《더 롱기스트 라이드》에 마르샤 역으로 합류했다.
그녀는 알 파치노가 출연하는 2015년 영화 《대니 콜린스》에서 배역을 가졌다. 그녀는 가장 좋아하는 락스타 중 한 명이 자주 찾는 호텔의 데스크 직원 제이미 역을 맡았다. 2015년 5월 베노이스트가 이전에 배역을 하기로 언급되었던 릴리 콜린스와 니콜라 펠츠를 대신하여 영화 《로우 라이더》의 로렐라이 역을 연기하기로 되었다는 소식이 알려졌다. 같은 해 8월, 그녀는 스크린 잼스의 드라마 영화 옥스퍼드에 상대역인 샘 휴언과 함께 주인공 역으로 선택됐다.
2015년 10월, 베노이스트가 맡은 카라 조엘이 주연을 맡은 슈퍼 히어로 모험 드라마 《슈퍼걸》이 CBS에서 첫 방영을 했다. 그녀는 1979년에 종영한 《원더우먼》 이래로 TV 황금 시간대에 슈퍼히어로를 연기하는 첫 여성 연기자가 되었다. 두번째 시즌은 The CW로 옮겨졌다. 그녀는 The WB의 애로우버스 시리즈들의 크로스오버 에피소드에 슈퍼걸 역으로 재출연했다.
그녀는 2016년 1월 6일 CBS에서 방영한 제42회 피플스 초이스상과 2016년 1월 10일에 진행된 제73회 골든 글로브상에서 발표자로 출연했다. 그 해 6월, 인권 단체 휴먼 라이츠 캠페인은 2016년 올랜도 나이트클럽 총기 난사 사건 피해자들을 추모하는 동영상을 공개했는데, 그 영상에서 베노이스와 다른이들은 그곳에서 살해당한 이들의 이야기를 말하였다.
2016년 5월, 베노이스트는 피터 버그의 영화 《패트리어트 데이》에서 죽은 보스턴 마라톤 테러범 타메를란 차르나예프의 미망인 케이트 러셀 역을 연기했다.. 그 해 6월, 그녀가 코미디 드라마 영화 《썬 독스》에서 마이클 안가라노와 같이 출연할 준비를 하고 있다는 것이 알려졌다.
2017년 4월, 베노이스트는 파라마운트 네트워크의 미니시리즈 《웨이코》에서 다윗교의 지도자 데이비드 커레시의 법적 부인 레이철 커레시 역으로 출연했다.
2017년 11월 18일, 베노이스트는 마인크래프트의 슈퍼 듀퍼 그래픽 팩의 홍보 영상으로 만들어진 "The Super Duper Minecraft Musical!"에 등장했다.

## 사생활
2015년에, 베노이스트는 홍채가 찢어지는 부상을 입어, 한쪽 눈동자가 다른쪽보다 커지기 되었으며, 커진 눈동자는 커진 모습으로 영구적으로 남게 되었다.
베노이스트는 2015년에 옛 《글리》의 공동 출연자 블레이크 제너와 혼인했다. 2016년 12월 말에 그녀는 "타협할 수 없는 차이"를 들며 이혼 소송을 제기하였다. 이혼은 2017년 12월에 완료되었다.
2017년 10월, 베노이스트는 《슈퍼걸》의 공동 출연자 크리스 우드의 정신 질환으로 주변의 낙인이 찍히는걸 막는 웹사이트 "I Don't Mind"의 개설을 도왔으며, 그녀도 13살 이후로 우울증과 불안 증세로 어려움을 겪었다고 밝혔다. 그녀는 우드의 말 때문에 자신이 갖고 있던 우울증을 다른 이들이에게 밝힐 수 있었다고 말했다. 베노이스트와 우드는 2019년 2월 10일에 약혼 소식을 알렸으며, 2019년 9월에 혼인을 올렸다.

## 출연 작품

### 영화
| 연도   | 제목               | 배역           | 참고 |
| ------ | ------------------ | -------------- | ---- |
| 2008년 | 테네시             | Laurel         |      |
| 2014년 | 위플래쉬           | Nicole         |      |
| 2015년 | 대니 콜린스        | Jamie          |      |
| 2015년 | 더 롱기스트 라이드 | Marcia         |      |
| 2015년 | 밴드 오브 로버스   | Becky Thatcher |      |
| 2016년 | 패트리어트 데이    | 케이트 러셀    |      |
| 2016년 | 로우 라이더스      | Lorelai        |      |
| 2017년 | 주브나일           | Jennifer       | 완료 |
| 2017년 | 썬 독스            | Tally Petersen |      |

### 텔레비전
| 연도          | 제목                 | 배역                                  | 참고                                               |
| ------------- | -------------------- | ------------------------------------- | -------------------------------------------------- |
| 2010년        | 뉴욕 특수수사대      | Jessalyn Kerr                         | 에피소드: "Delicate"                               |
| 2010년        | 블루 블러드          | Renee                                 | 에피소드: "Privilege"                              |
| 2010년        | 성범죄수사대: SVU    | Ava                                   | 에피소드: "Wet"                                    |
| 2010년        | 굿 와이프            | Molly                                 | 에피소드: "Nine Hours"                             |
| 2011년        | 홈랜드               | Stacy Moore                           | 에피소드: "Grace", "Clean Skin"                    |
| 2012년–2014년 | 글리                 | Marley Rose                           | 조연: 시즌 4; 주연: 시즌 5 (35편)                  |
| 2015년–현재   | 슈퍼걸               | 카라 댄버스 / 슈퍼걸, Bizarro, 오버걸 | 주연                                               |
| 2016년–2017년 | 플래시               | 카라 댄버스 / 슈퍼걸, 오버걸          | 에피소드: "Invasion!", "Duet", "Crisis on Earth-X" |
| 2016년–2017년 | 애로우: 어둠의 기사  | 카라 댄버스 / 슈퍼걸, 오버걸          | 에피소드: "Invasion!", "Crisis on Earth-X"         |
| 2016년–2017년 | 레전즈 오브 투모로우 | 카라 댄버스 / 슈퍼걸, 오버걸          | 에피소드: "Invasion!", "Crisis on Earth-X"         |
| 2018년        | 웨이코               | 레이철 커레시                         | 미니시리즈                                         |

### 웹
| 연도   | 제목                      | 배역   | 참고                        |
| ------ | ------------------------- | ------ | --------------------------- |
| 2017년 | Freedom Fighters: The Ray | 오버걸 | 성우; Earth-X 버전의 슈퍼걸 |

## 뮤지컬
| 연도   | 제목                                         | 배역               | 무대                         | Refs   |
| ------ | -------------------------------------------- | ------------------ | ---------------------------- | ------ |
| 2000년 | 사운드 오브 뮤직                             | Brigitta von Trapp | Country Dinner Playhouse     |        |
| 2003년 | 사운드 오브 뮤직                             | Liesl von Trapp    | 리틀턴 시청 예술 센터        |        |
| 2006년 | 바이 바이 버디                               | Kim McAfee         | 리틀턴 시청 예술 센터        | [ 10 ] |
| 2006년 | 시골에서의 한 달                             | Vera Aleksandrovna | 리틀턴 시청 예술 센터        |        |
| 2006년 | 코러스라인                                   | Bebe Benzenheimer  | 리틀턴 시청 예술 센터        | [ 6 ]  |
| 2007년 | Roger and Hammerstein's Cinderella           | 신데렐라           | 리틀턴 시청 예술 센터        | [ 3 ]  |
| 2007년 | 풋루스                                       | Ariel Moore        | 리틀턴 시청 예술 센터        | [ 3 ]  |
| 2007년 | 에비타                                       | Perón의 정부       | Country Dinner Playhouse     | [ 10 ] |
| 2009년 | 모던 밀리                                    | Millie Dilmount    | 메리마운트 맨하튼 컬리지     | [ 6 ]  |
| 2009년 | 뜻대로 하세요                                | Rosalind           | 메리마운트 맨하튼 컬리지     | [ 47 ] |
| 2011년 | The Unauthorized Biography of Samantha Brown | Kelly              | Goodspeed Musical production | [ 48 ] |

## 사운드트랙
| 연도   | 곡 | 앨범                                             |
| ------ | --- | ------------------------------------------------ |
| 2012년 | "Born to Hand Jive", "Look at Me I'm Sandra Dee (Reprise)", "You're the One That I Want" | Glee: The Music Presents Glease                  |
| 2012년 | "New York State of Mind", "Holding Out for a Hero", "Some Nights" | Glee: The Music, Season 4, Volume 1              |
| 2012년 | "Have Yourself a Merry Little Christmas", "The First Noël" | Glee: The Music, The Christmas Album Volume 3    |
| 2012년 | "Chasing Pavements", "Blow Me (One Last Kiss)", "Don't Dream It's Over" , "Locked Out of Heaven", "Diamonds Are A Girl's Best Friend"/"Material Girl", "Anything Could Happen", "You Have More Friends Than You Know", "You're All I Need To Get By" "A Thousand Years" | Glee: The Music – The Complete Season Four       |
| 2012년 | "Crazy"/"(You Drive Me) Crazy", "Everytime", "Womanizer" | Britney 2.0                                      |
| 2013년 | "Mary's Boy Child", "Love Child", "Rockin' Around the Christmas Tree" | The Christmas Album Volume 4                     |
| 2017년 | "Moon River", "Super Friend" | The Flash – Music from the Special Episode: Duet |
| 2017년 | "Runnin' Home to You" | Supergirl – Crisis on Earth-X part 1 soundtrack  |

## 수상 및 후보
| 연도   | 상               | 부문                                | 후보작 | 결과 | Ref.   |
| ------ | ---------------- | ----------------------------------- | ------ | ---- | ------ |
| 2013   | 틴 초이스 어워드 | Choice TV Breakout Star             | 글리   | 후보 | [ 51 ] |
| 2016   | 새턴상           | Breakthrough Performance Award      | 슈퍼걸 | 수상 | [ 52 ] |
| 2016   | 새턴상           | 텔레비전 드라마 여우주연상          | 슈퍼걸 | 후보 | [ 53 ] |
| 2017년 | 새턴상           | 텔레비전 드라마 여우주연상          | 슈퍼걸 | 수상 | [ 54 ] |
| 2017년 | 틴 초이스 어워드 | Choice Action TV Actress            | 슈퍼걸 | 수상 | [ 55 ] |
| 2017년 | 틴 초이스 어워드 | Choice Liplock (크리스 우드와 같이) | 슈퍼걸 | 후보 | [ 55 ] |
| 2017년 | 틴 초이스 어워드 | Choice TV Ship (크리스 우드와 같이) | 슈퍼걸 | 후보 | [ 55 ] |
| 2018년 | 새턴상           | 텔레비전 드라마 여우주연상          | 슈퍼걸 | 미정 | [ 56 ] |